# 洛斯耶韦内斯
洛斯耶韦内斯（西班牙語：Los Yébenes）是西班牙卡斯蒂利亚-拉曼恰托莱多省的一个市镇。总面积678平方公里，总人口5905人（2001年），人口密度9人/平方公里。